# Когнітивна поетика
Когнітивна поетика — це школа літературної критики, яка застосовує принципи когнітивної науки, зокрема когнітивної психології, до інтерпретації літературних текстів. Вона пов'язана з читацькою критикою, а також має підґрунтя для сучасних принципів когнітивної лінгвістики. Дослідження та зосередження на когнітивній поетиці прокладає шлях до розвитку психологічних, соціокультурних і навіть лінгвістичних вимірів у зв'язку зі стилістикою.
До тем когнітивної поетики належать дейксис; теорія світу тексту (відчуття занурення в тексти); схема, сценарій та їх роль у читанні; увага; передній план; і жанр.
Одним із головних центрів когнітивного літературного аналізу є концептуальна метафора, ідея, започаткована та популяризована роботами Лакоффа, як інструмент для дослідження текстів. Замість того, щоб розглядати метафори як декоративні фігури мови, когнітивна поетика досліджує, як концептуальні основи таких метафор взаємодіють із текстом загалом.

## Фон
Серед видатних діячів у цій галузі — Реувен Цур, якому приписують авторство цього терміна, Рональд Лангакер, Марк Тернер, Джерард Стін, Джоанна Гевінс і Пітер Стоквелл. Хоча оригінальне, «точне й особливе» значення терміна «поетика» Цура було пов'язане з його теорією «поезії та сприйняття», воно стало «ширше застосовуватися» до будь-якої «теорії» чи «системи» роботи (грец. poiesis) літератури будь-якого жанру.
У першій половині двадцятого століття наголос робився на самому конкретному літературному тексті. Крім того, зосередження на стилі та мовному розміщенні текстів допомогло надати значення структурним моделям, поширеним у літературі. Проте упродовж цього періоду уваги до аспекту людської взаємодії в літературному аналізі майже не приділяли уваги.
Тому когнітивна поетика мала на меті описати, як поетична мова та форма природним чином обмежені та сформовані різними когнітивними процесами людини. Це дозволяє науці про пізнання та літературному розумінню літературних текстів мати значення під час проведення будь-якого літературного аналітичного процесу. Крім того, когнітивна поетика допомагає продемонструвати, як способи вираження та способи свідомого сприйняття є взаємовключними.
Природа літератури передбачає пояснення її функції та застосування в людському розумі. Отже, когнітивна поетика показує, наскільки життєво важливими є засоби розуміння й аналізу літератури для процесу людського пізнання.

## Застосування

### ЗМІ та повсякденне життя
У той час як основа для когнітивної поетики була ще в зародковому стані протягом 1990-х років, Інтернет одночасно ставав все більш популярним академічним засобом для дослідницьких цілей. Цей технологічний прогрес дозволив широкому колу когнітивних лінгвістів поділитися своїми ідеями, а наукова обізнаність щодо когнітивної поетики почала поширюватися в усьому світі.
Сучасні технологічні досягнення та зміни, що стосуються Інтернету, соціальних мереж, музики, кіно та телебачення, розширили визначення літератури. Отже, усвідомлюється застосовність когнітивної поетики до ширшого простору.
Результат цього недавнього зростання когнітивної поетики зміцнює припущення про те, що теорія розглядає літературу як особливий тип повсякденного досвіду, особливо пізнання, яке є вродженим у наших загальних когнітивних здібностях орієнтуватися у світі. Це далі встановлює зв'язок літератури з людським досвідом і пізнанням. Теорія стверджує, що саме завдяки цьому зв'язку люди можуть спочатку взаємодіяти один з одним за допомогою цих унікальних методів. Послідовність і перекриття між нелітературним і літературним фоном використання мови особливо підкреслюється через повсякденне застосування когнітивної поетики.

### Когнітивно-лінгвістичне значення
У когнітивних лінгвістичних припущеннях важливо встановити тісний зв'язок між знанням і значенням. Згідно з цими припущеннями, мова розуміється через знання індивіда про світ. Стосовно когнітивної поетики цей значний зв'язок також вважається вирішальним припущенням для теорії, оскільки це можна застосувати з точки зору природи та мови літератури.
Когнітивні лінгвісти використовують метафору як приклад перетину між знанням і значенням. Вони пояснюють, що корінь метафори може походити від метафоричного мислення, яке описується як результат відображення людиною свого досвіду реального світу. Це підкреслює інше ключове припущення когнітивних лінгвістів, тобто мова, пізнання та досвід тісно пов'язані.
Отже, спостереження за метафорами в такий спосіб допомагає розкрити контекстуальне походження даного письменника. У когнітивній поетиці контекст є суттєвим поняттям для розуміння літератури.
Одним із прикладів когнітивної поетики, що використовує ці припущення, є літературний прийом гумору. Завдяки поєднанню метафор і маніпулюванню метафоричними схемами письменник може успішно опиратися на бажану емоційну реакцію, однак потрібні додаткові дослідження, що стосуються ролі гумору та когнітивної поетики.